# 1223-1233, rue Bagot
1223-1233, rue Bagot, aussi appelé M-32 est une maison et un établissement patrimonial construit vers 1940.

## Voir plus